# Napulj (pokrajina)
Pokrajina Napulj (talijanski: Provincia di Napoli, napolitanski: Pruvincia 'e Nàpule) jedna je od 110 pokrajina, koja se nalazi na jugu Italije u regiji Kampanija.
Glavni grad provincije i najveće urbano naselje je grad Napulj s 962.003 stanovnika.

## Zemljopisne karakteristike
Provincija Napulj sa zapada izlazi na Tirensko more, sa sjevera graniči sa pokrajinama Caserta i Benevento, s istoka graniči sa Pokrajinom Avellino a s jugoistoka sa Pokrajinom Salerno.
Površina pokrajine iznosi 1171 km², a broj stanovnika 3.054.956 (2011. godine). 
Pokrajine Napulj prostire se duž Napuljskog zaljeva po pretežno ravnom terenu ravnice Campana, osimniskog masiva Campi Flegrei na sjeveru, vulkanske planine Vezuv koja dominira centrom provincije i masiva Monti Lattari koji dominira na krajnjem jugu, na Poluotoku Sorrento. 
U Napuljskom zaljevu leže otoci; Procida, Ischia i Capri.

## Stanovništvo
Pokrajina Napulj je čak i po talijanskim mjerilima vrlo gusto naseljena, prosjek iznosi čak 2629 st./km². 

## Općine i naselja
Pokrajina Napoli ima 92 općina (talijanski: Comuni).
Pored Napulja druge veće općine su; Giugliano in Campania (108.793), Torre del Greco (85.922), Pozzuoli (80.357), Casoria (78.647),  Castellammare di Stabia (65.944), Afragola (63.820), Marano di Napoli (57.204), Portici (55.765), Ercolano (53.677), Torre Annunziata (43.521) i Nola (32.613).

## Vanjske poveznice
- Službene stranice Provincije Napoli  Arhivirana inačica izvorne stranice od 20. prosinca 2010. (Wayback Machine) (tal.)